# Rockowisko

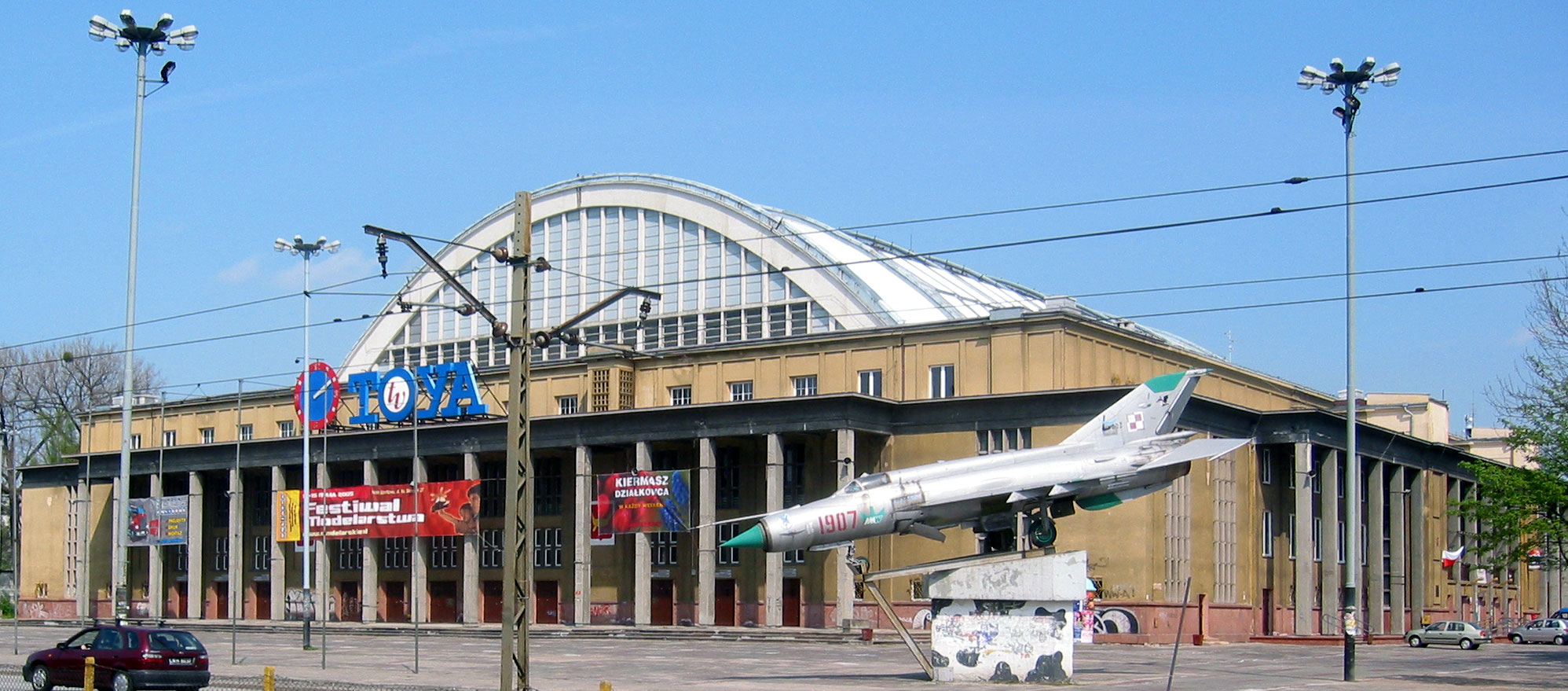
Sporthalle des Stadtsportzentrums (MOSiR) in Łódź

Das Rockowisko war ein Rockmusik-Festival, das von 1980 bis 1986 jährlich in Łódź (Polen) stattfand. Es bestand jeweils aus zwei Etappen, einer Łódźer Rockbandschau an den ersten ein oder zwei Tagen sowie dem Hauptteil mit Interpreten aus ganz Polen. Das Festival fand immer in der Sporthalle des Stadtsportzentrums (MOSiR) in Łódź statt. 1981 wurde es von etwa 22.000 Menschen besucht, 1983 wurden 17.138 Eintrittskarten verkauft.
Beim Rockowisko traten bekannte polnische Bands verschiedenster Stilrichtungen auf, wie Kombi, Lady Pank, Lombard, Maanam, Republika, Turbo oder TSA. Einige der Bands veröffentlichten Mitschnitte der Konzerte (beispielsweise Live Rockowisko ’83 von TSA, Przegadane Dni. Live at Rockowisko ’82 und Ostatni Płacz Grzeszników. Live at Rockowisko ’86 von Turbo).
2005 fand in Łódź ein Konzert Rockowisko – 25 lat później („Rockowisko – 25 Jahre später“) aus Anlass des 25. Jahrestages des ersten Festivals 1980 statt.